# Стара Сазоновка
Стара Сазо́новка (рос. Старая Сазоновка, ерз. Сире Сазан) — село у складі Ковилкінського району Мордовії, Росія. Входить до складу Ізосимовського сільського поселення.
Населення — 274 особи (2010; 255 у 2002).
Національний склад станом на 2002 рік:
- мордва — 91 %